# Учебно-образовательный центр Азербайджанской Армии
Учебно-образовательный центр Азербайджанской Армии — в соответствии с протоколом, подписанным между Вооружёнными Силами Азербайджана и Турции 5 апреля 2000 года, в связи с внедрением системы обучения НАТО в Вооружённых Силах Азербайджана, с 26 марта 2001 года на базе курсов подготовки офицеров, прапорщиков и офицеров запаса создан учебный центр.
Учебно-образовательный центр является дополнительным образовательным учреждением, осуществляющим подготовку кадров по необходимым для Азербайджанской армии направлениям и специальностям, а также обеспечивающим проведение военно-научной работы. Дополнительное образование обеспечивает повышение кадрового потенциала, адаптацию военнослужащих к постоянно меняющимся и обновляющимся условиям службы.
В конце 2020 года в Учебно-образовательном центре Вооруженных Сил в честь победы Азербайджана во Второй Карабахской войне было проведено мероприятие под названием «Азербайджано-турецкое братство вечно и нерушимо».[2]
5 марта 2022 года учебно-образовательный центр был передан в состав Университета национальной обороны.

## Обучение
В Учебно-образовательном центре Азербайджанской Армии действуют следующие курсы:
- Курс усовершенствования офицерского состава – дополнительное образование, проводимое в целях повышения уровня профессионализма и качества службы офицеров всех уровней и категорий в соответствии с потребностями Азербайджанской Армии, формирования и развития профессиональных навыков, а также приобретения более современных военно-профессиональных навыков.
- Курс подготовки офицеров запаса - дополнительное образование, обеспечивающее подготовку офицерских кадров по соответствующим специальностям в целях создания офицерского резерва. Успешно окончившим курс приказом министра обороны присваивается воинское звание «лейтенант»
- Курс подготовки прапорщиков — образование, предоставляемое по специальности, обеспечивающей подготовку личного состава для службы на соответствующих командных и специальных должностях. Успешно окончившим курс присваивается звание «прапорщик»[1]
- Курс подготовки действующих военнослужащих представляет собой образование по специальности, обеспечивающей подготовку личного состава к службе на соответствующих командных и специальных должностях. Успешно окончившим курс присваивается звание «младший сержант»

В боевых действиях, проведенных во Второй Карабахской войне, военнослужащие Учебно-воспитательного центра принимали активное учаастие. За отвагу более 500 военнослужащих центра награждены орденами и медалями.
В целях совершенствования деятельности сети специальных учебных заведений Указом Президента Азербайджанской Республики Ильхам Алиева от 5 марта 2022 года № 1626 Учебно-образовательный центр Азербайджанской Армии был передан в состав Национального Университета Обороны.

## Устав Учебно-образовательного центра Азербайджанской Армии
1.1. Учебно-образовательный центр Азербайджанской Армии является государственным образовательным учреждением специального назначения при Национальном университете обороны, входящим в структуру Министерства обороны Азербайджанской Республики, обеспечивающим возможность непрерывного обучения военнослужащих, проходящих службу в Вооруженных Силах Азербайджанской Республики, повышения и совершенствования уровня их интеллектуальной и профессиональной подготовки, адаптации к постоянно меняющимся и модернизирующимся условиям.
1.2. Основной целью деятельности центра это предоставление дополнительного образования военнослужащим Вооруженных Сил Азербайджанской Республики в сферах повышения квалификации, переподготовки личного состава, стажировок и усовершенствования личного состава.
1.3. Центр является юридическим лицом, имеет самостоятельный баланс, государственное имущество в пользовании, в том числе военное имущество, казначейские и банковские счета, печать, штампы и бланки с изображением Государственного герба Азербайджанской Республики, наименованием Министерства обороны и собственным наименованием.
1.4. Обучение в центре осуществляется в форме очного образования, на основе дополнительных образовательных программ.
1.5. В своей деятельности Центр руководствуется Конституцией Азербайджанской Республики, международными договорами Азербайджана, законами Азербайджана, военными уставами Вооруженных Сил Азербайджанской Республики, настоящим Уставом, другими указами и распоряжениями Президента Азербайджана, решениями и распоряжениями Кабинета Министров Азербайджанской Республики, нормативными правовыми актами Министерства обороны и Министерства образования Азербайджана, приказами и распоряжениями Министра обороны Азербайджанской Республики, приказами и распоряжениями ректора университета.
1.6. Лицензирование и аккредитация Центра осуществляются в соответствии с Законом Азербайджанской Республики «Об образовании».
1.7. Центр взаимодействует с государственными органами и соответствующими учреждениями других государств.
1.8. Центр представляет статистическую отчетность в соответствии с Законом Азербайджанской Республики «Об официальной статистике» и финансовую отчетность в соответствии с Законом Азербайджанской Республики «О бухгалтерском учете» и отчитывается о результатах своей деятельности перед Министерством обороны.